# Pero semiusta
Pero semiusta är en fjärilsart som beskrevs av Butler 1881. Pero semiusta ingår i släktet Pero och familjen mätare. Inga underarter finns listade i Catalogue of Life.